# Eulogiusz
Eulogiusz – imię męskie pochodzenia greckiego. Wśród patronów – św. Eulogiusz, diakon Tarragony, spalony na stosie w 259, św. Eulogiusz, biskup Edessy (zm. w 383), św. Eulogiusz z Kordoby, męczennik, ścięty w 859, a także św. Eulogiusz Aleksandryjski, patriarcha Aleksandrii zm. w 608.
Eulogiusz imieniny obchodzi 13 lutego, 11 marca, 25 czerwca.
Żeński odpowiednik: Eulogia.